# Aseptis erica
Aseptis erica är en fjärilsart som beskrevs av Smith 1905. Aseptis erica ingår i släktet Aseptis och familjen nattflyn. Inga underarter finns listade i Catalogue of Life.